# 魔界戰記2
《魔界戰記2》是日本一软件发售的战略角色扮演游戏，最初于2006年在日本发售PlayStation 2版。北美版由日本一软件的子公司NIS America发售，欧洲版由光荣发售。2009年，游戏移植至PlayStation Portable平台，称为《魔界戰記Disgaea 2 Portable》。游戏是魔界戰記系列的第2作，但和前作《魔界戰記Disgaea》的无情节联系。
游戏增加了裁判系统和塔攻击等新要素。官方宣传称游戏为“史上最凶恶SRPG”。人物设计原田雄一，客串插画师是toi8。
《電撃「マ）王》先行刊载了Hekaton作画的同名漫画，于2005年12月号到2008年9月号上连载。